# Een tien met een griffel
Een tien met een griffel is het tiende deel van de Nederlandse detectiveserie De Waal en Baantjer, die vanaf deel 4 door alleen Simon de Waal werd verzorgd na het overlijden van Appie Baantjer.

## Samenvatting
De twee rechercheurs van deze detectiveserie zijn:
- Peter van Opperdoes. Na 25 jaar recherchewerk aan het bureau Warmoesstraat had hij overplaatsing gevraagd naar Politiebureau Raampoort aan de Marnixstraat. Hij woont aan de Brouwersgracht en is in 2009 kinderloos weduwnaar geworden. Hij meent nog goed contact met zijn overleden vrouw te hebben.
- Jacob. Rechercheur van bureau Raampoort. Hij is getrouwd en heeft 2 kinderen. Het bureau Raampoort[1] ziet onder andere toe op de Amsterdamse volkswijk De Jordaan.

## Verhaal
Op zijn vrije zaterdag slentert Peter van Opperdoes door de Jordaan en belandt in zijn favoriete café Papeneiland. Hij wordt daar opgehaald door zijn collega Jacob en meegenomen naar een plaats delict aan de Lauriergracht. Op de eerste etage ligt daar de gewurgde jonge vrouw Sylvia Oosterbaan. Zelf woont ze een etage hoger maar ze ligt dood in het appartement van Dennis Koster, die zelf zoek lijkt. Ook de haar stalkende ex, ene Martin Simons uit de Blankenstraat 4, is ter plekke niet aanwezig.
Het onderzoek draait meteen op volle toeren. Schouwarts Cathelijne de Wind concludeert meteen tot een misdrijf en de technische recherche onder leiding van Hugo Pastoors zet twee koppels in om de twee appartementen te onderzoeken. Wachtcommandant Jan Rozenbrand heeft het hele weekend dienst en denkt en helpt mee met het onderzoek. Zelfs technisch rechercheur IJsselstein komt desgevraagd door Peter opdraven.
Een tweede lijk bij het Zeeburgereiland blijkt de vermoorde Dennis Koster te zijn. Schouwarts Cathelijne is heel stellig in haar mening dat de man eerder is gestorven dan de vrouw. Hugo Pastoors ontrafelt de ogenschijnlijke zelfmoord als een geval van moord en Peter en Jacob lijken een ronde zaak te hebben. Dit des te meer als ze in het afgesloten tuinhuisje van de Blankenstraat 4 een schokkende fotoreeks van Sylvia Oosterbaan aantreffen.
De moeder van Dennis meldt echter moeilijkheden op het werk van haar zoon sinds 2 maanden. Hij werkte als gevangenbewaarder in het Huis van bewaring aan de Havenstraat. Plaatsvervangend directeur Henk van Milligen wil alleen iets kwijt over bedreigingen aan het adres van Dennis door Barry Jonker, die onlangs is vrijgelaten. Hij noemt de chef van Dennis, ene Lysette van Beek, als tipgever. Peter en Jacob verhoren Lysette diezelfde zondag nog maar worden niet veel wijzer. Ook de boze Barry Jonker weet zijn straatje schoon te houden.
Digitaal rechercheur IJsselstein spoort Martin Simons op in hotel Jan Tabak waar hij ingeschreven staat sinds zaterdag als Simon Martins. Hij wordt gearresteerd afgevoerd naar bureau Raampoort en zijn smetteloze auto en hotelkamer worden vruchteloos onderzocht door de Technische Recherche. In zijn huis aan de Blankenstraat 4 vinden de twee rechercheurs het perfecte evenbeeld van Sylvia Oosterbaan, ene Fleur Jansen, die gewaarschuwd voor de hoofdbewoner de benen neemt naar een goede vriendin.
Commissaris Van Straaten van bureau Raampoort raadpleegt Peter en samen besluiten ze Martin Simons als psychiatrisch patiënt onder te brengen bij het hoofdbureau. Peter weet inmiddels dat Barry Jonker pas 4 weken geleden in het Huis van Bewaring werd opgesloten. Volgens zijn moeder speelden de problemen voor Dennis al sinds 2 maanden. Bovendien pleit digitaal rechercheur IJsselstein Martin Simons vrij vanwege de verblijfplaats van zijn telefoon op zaterdag. Martin liep achter de feiten aan, evenals de rechercheurs.
Peter hecht grote waarde aan het weglaten van Lysette op de opgevraagde lijst met gevangenispersoneel. Hij concludeert dat zij samen met Henk van Milligen de twee moorden heeft gepleegd. Eerder al had Martin Simons de rechercheur gefeliciteerd met het onderzoek, waaruit de vrijspraak voor Simon Martins volgde. Hij geeft een tien voor het onderzoek. Separaat verhoor van Lysette en Henk brengt Lysette naar voren als dader van de dubbele moord. Zij had sinds twee maanden een handeltje opgezet om gedetineerden van verboden zaken te voorzien. In de nabespreking op het dakterras van bureau Raampoort zijn Peter en Jacob erg tevreden, ondanks de tragische gebeurtenissen. Het hele boek door maar zeker op het eind komt de overleden vrouw van Peter haar gelukwensen uitdelen. De tikkende tijdbom Martin Simons alias Simon Martins is als bijvangst toch ook maar mooi opgeborgen.

### Trivia
Peter van Opperdoes gebruikt de flippermethode om ongeautoriseerd in te breken bij de keukendeur van verdachte Martin Simons. In deel 10 komt zo de geest van rechercheur De Cock om de hoek kijken, die in het boek wordt neergezet als een vermaard gepensioneerd collega van Peter en Jacob.